# Nestor Nascimento

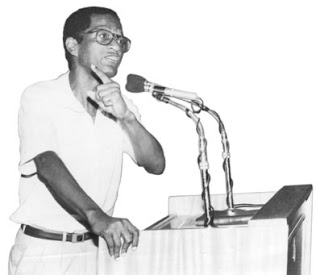
Nestor Nascimento

Nestor José Soeiro do Nascimento (11 de dezembro de 1947 - 31 de maio de 2003), foi advogado, jornalista e reconhecida liderança do movimento negro em Manaus, fundador do Movimento Alma Negra (MOAN). 

## Biografia
Filho de Nestor do Nascimento e Sofia Soeiro do Nascimento. Também fundou a Associação de Moradores e Amigos da Praça 14 de Janeiro e da Escola de Samba Vitória Régia, região da cidade onde viveu toda sua vida com sua família e onde existe o Quilombo do Santo Benedito, sendo bisneto de Maria Severa Monteiro do Nascimento, uma das matriarcas da família maranhense que fundou o quilombo.

## Homenagens
- 2001 - Medalha de Ouro "Cidade de Manaus" - Decreto Legislativo n. 0013/2001.[2]
- 2001 - Em reconhecimento à sua militância política e intelectual em defesa dos direitos civis da população negra, foi criada uma praça[3] com seu nome no bairro onde viveu e com uma estátua em tamanho natural.
- 2022 - Câmara Municipal de Manaus criou a "Medalha Nestor Nascimento"[4] para homenagear pessoas e instituições que tem ação reconhecida em defesa dos direitos civis da população negra.